# Valse triste (Kaprálová)
Pour les articles homonymes, voir Valse triste.
La Valse triste est une œuvre de jeunesse pour piano de la compositrice tchèque Vítězslava Kaprálová écrite en 1927.

## Contexte
Vítězslava Kaprálová compose la Valse triste, dont le titre est en français, en 1927 et la dédie à Vladimír Helfert, ami et collègue de son père Václav Kaprál alors en poste à l'Université Masaryk.

## Analyse
La pièce, d'une longueur de vingt-quatre mesures, ne porte pas d'indication de tempo. Elle comprend des guirlandes de notes en mouvement conjoint et de doux balancement qui rapproche la pièce du style d'Erik Satie.